# Кая (замок)
Кая (нем. Burgruine Kaja) — руины средневекового замка на вершине высокого холма к северу от деревни Меркерсдорф в долине реки Дие в регионе Вальдфиртель, но административно относиться к району Холлабрунн в федеральной земле Нижняя Австрия. Замок расположен в национальном парке Тайяталь. По своему типу относится к замкам на вершине.

## История

### Ранний период
Крепость Кая была основана как фамильная резиденция знатной семьи фон Хиове. Период строительства относят к XII веку.

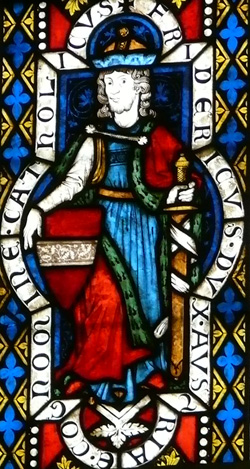
герцог Фридрих I Католик

В 1196 году герцог Фридрих I Католик в стенах Кая торжественно скрепил своей печатью ряд важных документов. Свидетелями церемонии, подтвердившими законность произошедшего, стали 30 дворян и 24 рыцаря. Это событие одновременно является первым письменным упоминанием о Кая. Хотя очевидно, что крепость построена значительно раньше.
В 1360 году Никлас фон Кая продал замок герцогу Рудольфу IV. Но уже в 1376 году крепость оказалась передана в залог графам фон Майдбург-Хардегг. Примерно в это же время в замке скончался граф Буркхард II, канцлер императора Карла IV.
В конце XIV века братья Иоганн и Генрих фон Лайпа захватили крепость. Они превратили комплекс в цитадель рыцарей-разбойников. Их нападения и грабежи на долгое время стали источником многих бед для жителей окрестных деревень.
Следующее завоевание последовало во время Гуситских войн. Боевые действия велись гуситами в данном регионе в 1425—1427 годах и замок был ими захвачен и разграблен. Несколько лет спустя, около 1430 года, Ульрих фон Эйцинг из рода Эйцингеров получил замок от императора в награду за верную службу и впервые появился в Нижней Австрии. Правда, Кая ещё предстояло отвоевать. Точные сроки захвата замка Ульрихом фон Эйцинг неясны. Но известно, что имперский суд в Вене подтвердил права Ульриха фон Эйцинга на крепость Кая и окрестные земли. Новый владелец серьёзно усилил фортификационные сооружения замка.
В начале XVI века семья фон Эйцингер решила перенести свою главную резиденцию в замок Нидерфладнитц (который также принадлежал этому роду).
В 1546 году в замке скончался барон Эразм I фон Эйцинг.

### После XVI века
В XVI веке внутри построили небольшую часовню. Последние значительные работы по обустройству крепости производились в конце XVI века.
В 1588 году замок Кая, окрестные земли, а также резиденция Нидерфладнитц перешли к семье фон Траутсоно через брак дочери из рода Эйцингеров. Однако крепость постепенно ветшала, а новые владельцы не желали тратиться на её восстановление. Во время боевых действий Тридцатилетней войны сооружениям Кая был нанесён серьёзный ущерб. На гравюра 1672 года замок уже выглядит как руины.
В 1781 году новым владельцем замка стала семья фон Ауэршперг. К тому времени потерявший прежнее фортификационное и представительское значение комплекс всё больше приходил в упадок и уже давно не использовался как господская жилая резиденция.
В XIX веке были предприняты работы по укреплению основных конструкций, стен и башен от полного разрушения.

### XX век
После завершения Второй мировой войны в 1945 году руины замка кая стали собственностью графов фон Вальдштайн-Вартенберг. Нынешним владельцем комплекса является граф Клеменс фон Вальдштайн-Вартенберг.
В 1969 году в Австрии была образована Ассоциация по сохранению замков и Кая перешёл под её управление. В рыцарском зале возможно проведение праздничных мероприятий.

## Описание замка

схема замка

В центре комплекса на ещё более высокой каменной террасе расположена цитадель. В её северной части находилось здание жилой резиденции. По краям к ней примыкали две каменные башни, которые, вероятно, возведены ещё в XIII веке (сначала восточная, а затем западная). Со всех сторон цитадель была окружена кольцевой стеной. Жилое здание между башнями (c каминами) построено только в XIV веке.
Строительным материалом выступал бутовый камень. Вход в замок возможен только с запада. Со всех остальных сторон крепость окружен почти отвесными стенами.
На востоке и к югу от цитадели находился тесный внешний двор главного замка. Хозяйственные и жилые постройки из-за ограниченного пространства примыкали друг к другу очень плотно.
Многие фрагменты второго кольца стен, которые окружали постройки вне цитадели, датируются XV веком. В соответствии с новыми требованиями к фортификационным сооружениям здесь можно увидеть бастионную структуру.
В XVI веке многие сооружения внешнего замка с востока оказались заброшены. Примерно в то же время вдоль восточной стороны возвели узкий жилой флигель. В его северной части находится колодец, глубина которого предположительно достигала 95 метров.
В западной части комплекса находилась просторное жилое здание. В нём находится так называемый рыцарский зал. Он имеет потолок опирающийся на деревянные балки и двойные окна. К этому зданию примыкает бергфрид, который возвышается у единственных ворот, ведущих в замок.
В XV веке внешний замок пережил радикальную реконструкцию. Была усилена защита ворот, а в них создали опускающуюся решётку. Перед входом появился подъёмный мост.

## Окрестности
Неподалёку находятся ещё несколько замков: Хардегг, Карлслуст в коммуне Нидерфладнитц и сам замок Нидерфладниц, а также руины Нойхэусль (Новый Градек) в Чехии в национальном парке Подийи.

## Галерея

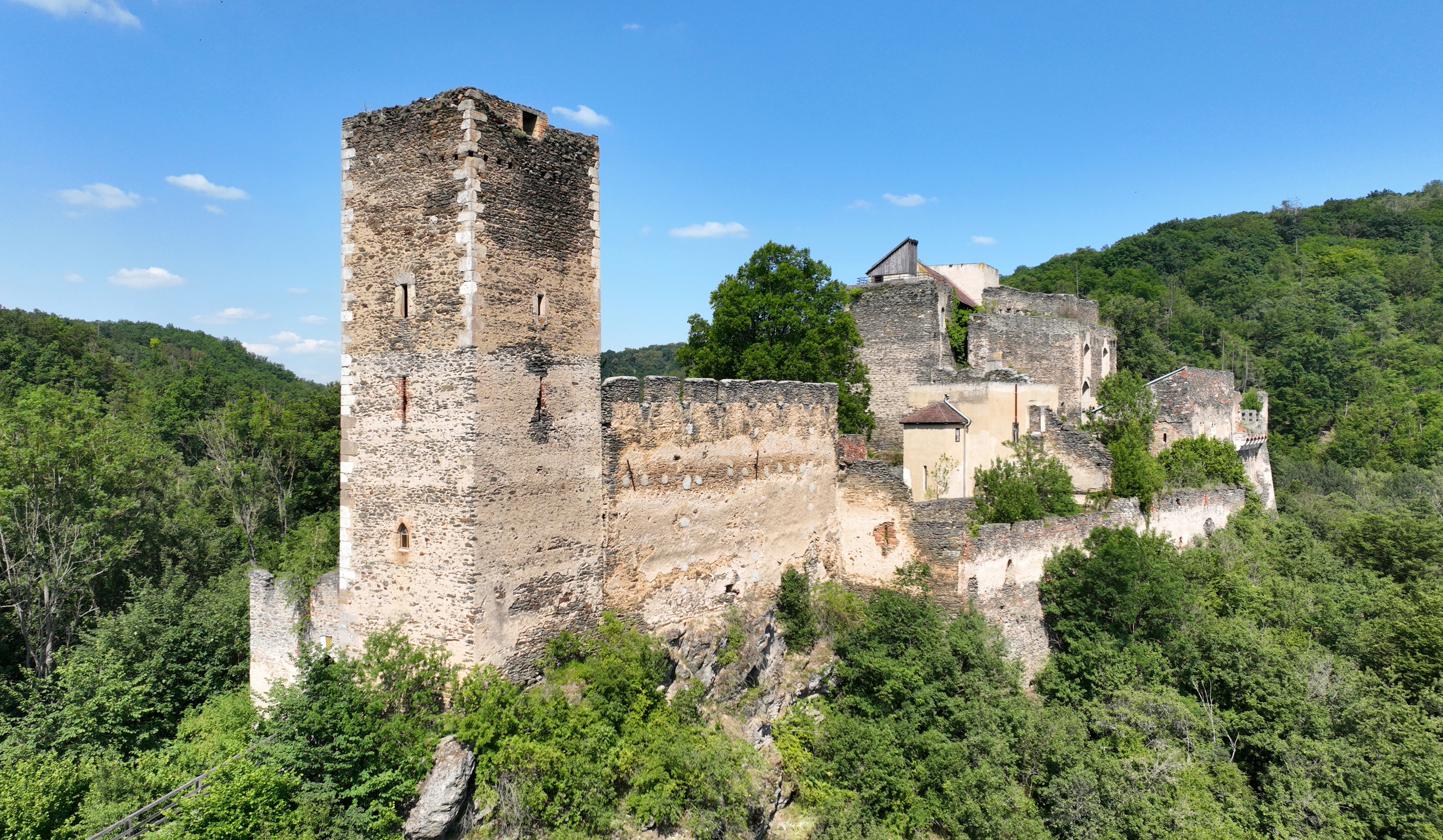
Вид на руины замка с запада-юго-запада
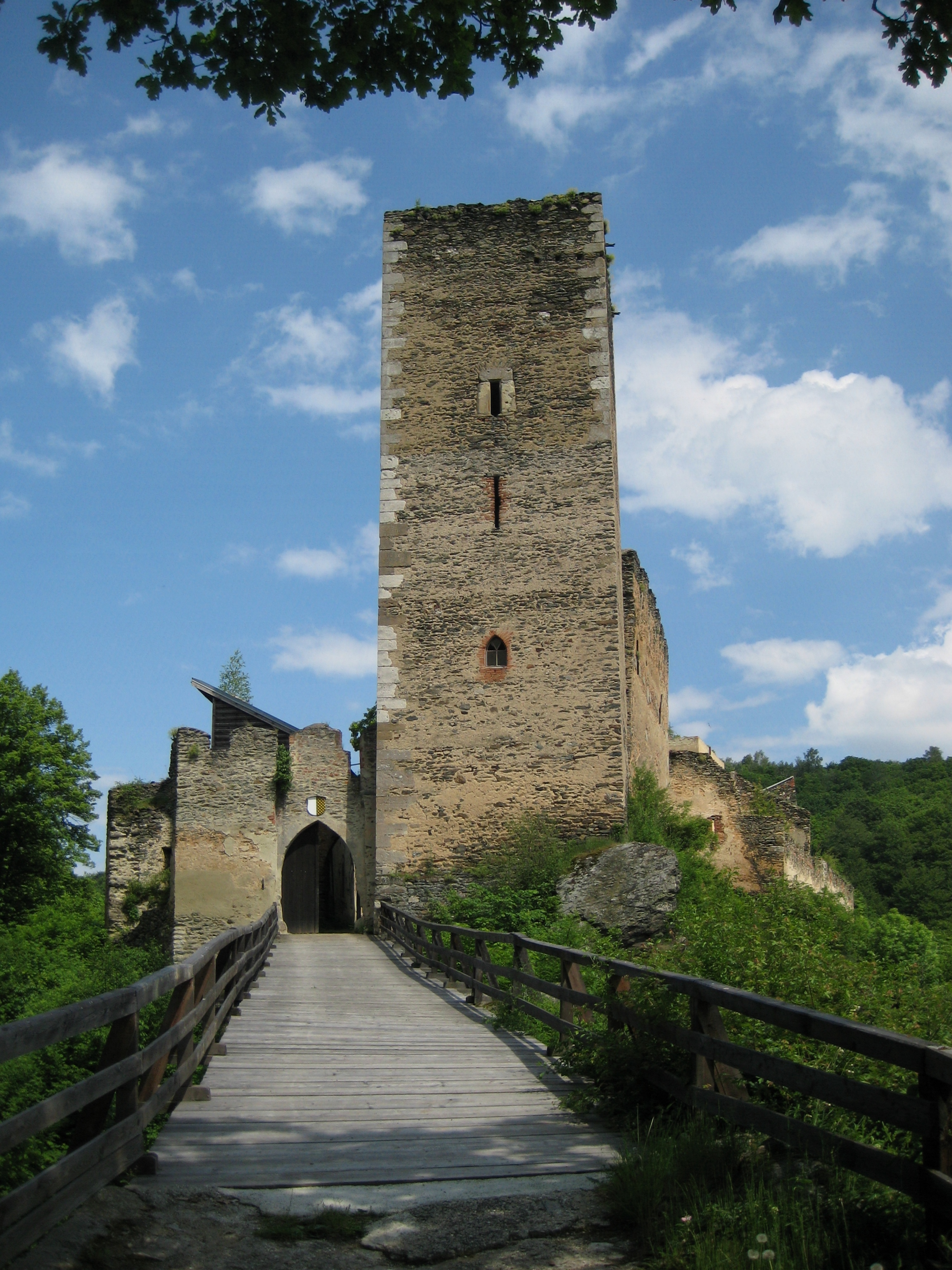
Бергфрид и вход в замок
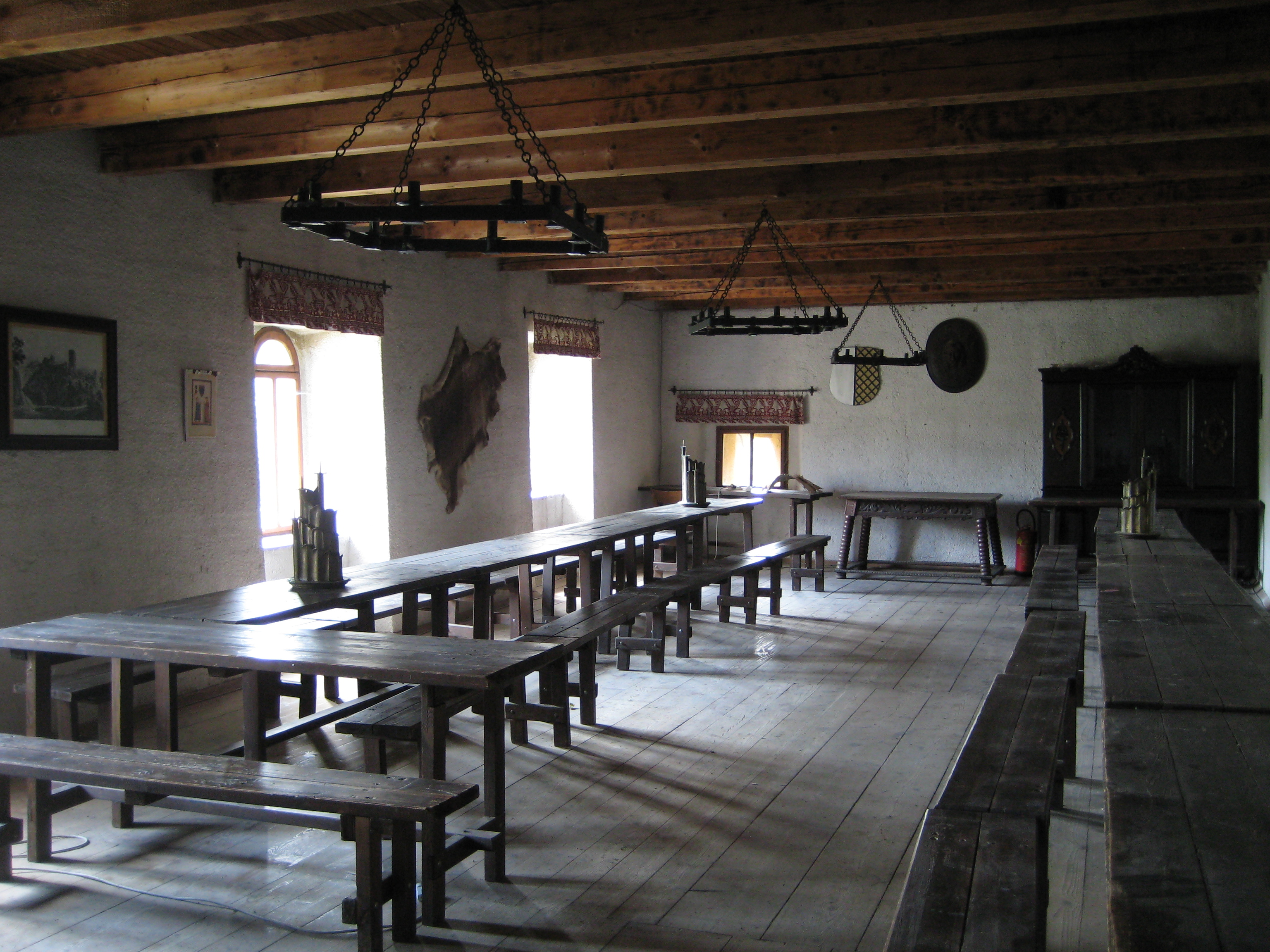
Рыцарский зал замка
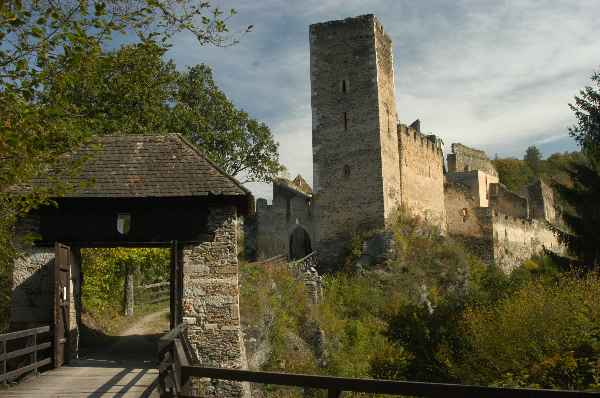
Ворота перед замковым мостом